# Danh sách chuyến lưu diễn của Iz*One
Đây là danh sách những chuyến lưu diễn và buổi hòa nhạc của nhóm nhạc nữ Hàn Quốc–Nhật Bản Iz*One. Nhóm tổ chức buổi hòa nhạc độc lập đầu tiên, Iz*One "Color*Iz" Show-Con, vào ngày 29 tháng 10 năm 2018 song song với việc phát hành mini-album ra mắt tại Hàn Quốc Color*Iz. Buổi hòa nhạc độc lập thứ hai của họ, Iz*One Japan Debut Showcase, được tổ chức vào ngày 20 tháng 1 năm 2019 và để quảng bá cho đĩa đơn ra mắt tại Nhật Bản của nhóm "Suki to Iwasetai". Từ ngày 7 tháng 6 năm 2019 đến ngày 25 tháng 9 năm 2019, Iz*One tổ chức chuyến lưu diễn châu Á đầu tiên và duy nhất, Iz*One 1st Concert "Eyes On Me", với 11 buổi biểu diễn tại năm quốc gia, thu hút tổng cộng khoảng 81.000 khán giả. Ngày 13 tháng 9 năm 2020, nhóm tổ chức buổi hòa nhạc trực tuyến đầu tiên, "Oneiric Diary", vì không thể tổ chức các buổi hòa nhạc gặp gỡ trong tình hình đại dịch COVID-19. Buổi hòa nhạc cuối cùng của nhóm, "One, The Story", cũng ở định dạng trực tuyến, được phát sóng vào hai ngày 13 và 14 tháng 3 năm 2021, trước khi nhóm tan rã vào tháng 4.

## Chuyến lưu diễn

### Iz*One 1st Concert "Eyes On Me"
Tháng 5 năm 2019, Iz*One thông báo sẽ tổ chức chuyến lưu diễn châu Á đầu tiên mang tên "Eyes on Me". Sau khi vé hai ngày đầu–8 và 9 tháng 6 bán hết, Off the Record bổ sung một buổi hòa nhạc nữa vào ngày 7 tháng 6. Chuyến lưu diễn bắt đầu vào ngày 7 tháng 6 năm 2019 tại Jamsil Indoor Stadium ở Seoul, Hàn Quốc, và kết thúc vào ngày 25 tháng 9 năm 2019 tại Saitama Super Arena ở Saitama, Nhật Bản. Trong khuôn khổ chuyến lưu diễn, Iz*One biểu diễn hai bài hát mới, "Ayayaya" và "So Curious". Tóm lại, nhóm đã đi qua tám thành phố trong năm vùng lãnh thổ, với khoảng 81.000 khán giả. Chuyến lưu diễn được lưu lại trong bộ phim tài liệu Iz*One: Ngước Nhìn Tôi. Ban đầu được dự kiến phát hành vào tháng 11 năm 2019, bộ phim đã phải lùi ngày khởi chiếu vô thời hạn do Iz*One tạm dừng tất cả các hoạt động vì cuộc điều tra gian lận phiếu bầu của Mnet. Sau đó bộ phim được khởi chiếu vào ngày 10 tháng 6 năm 2020.

#### Danh sách bài hát
1. "Hey. Bae. Like It."
2. "O' My!"
3. "We Together"
4. "Nekoni Naritai" (phiên bản tiếng Hàn)
5. "Gokigen Sayonara" (phiên bản tiếng Hàn)
6. "Airplane"
7. "Yume wo Miteiru Aida"
8. "Really Like You"
9. "Colors"
10. "To Reach You"
11. "Rollin' Rollin'"
12. "I Am"
13. "Nekkoya (Pick Me)"
14. "So Curious" (Exclusive Track)
15. "Ayayaya" (Exclusive Track)
16. "Suki to Iwasetai"
17. "Suki ni Nacchau Darō?"
18. "Highlight"
19. "La Vie en Rose"
20. "Rumor"
21. "Violeta"
22. "Memory"
23. "Up"

#### Thời gian
| Ngày                | Thành phố | Quốc gia  | Nơi tổ chức                 | Số người tham dự |
| ------------------- | --------- | --------- | --------------------------- | ---------------- |
| 7 thàng 6 năm 2019  | Seoul     | Hàn Quốc  | Jamsil Indoor Stadium       | 18.000           |
| 8 tháng 6 năm 2019  | Seoul     | Hàn Quốc  | Jamsil Indoor Stadium       | 18.000           |
| 9 tháng 6 năm 2019  | Seoul     | Hàn Quốc  | Jamsil Indoor Stadium       | 18.000           |
| 16 tháng 6 năm 2019 | Bangkok   | Thái Lan  | MCC Hall, The Mall Bangkapi | 4.000            |
| 29 tháng 6 năm 2019 | Tân Bắc   | Đài Loan  | Xinzhuang Gymnasium         | 4.000            |
| 13 tháng 7 năm 2019 | Hồng Kông | Hồng Kông | AsiaWorld–Expo              | 5.000            |
| 21 tháng 8 năm 2019 | Chiba     | Nhật Bản  | Makuhari Messe              | 14.000           |
| 1 tháng 9 năm 2019  | Kobe      | Nhật Bản  | Kobe World Memorial Hall    | 20.000           |
| 8 tháng 9 năm 2019  | Fukuoka   | Nhật Bản  | Marine Messe Fukuoka        | 20.000           |
| 25 tháng 9 năm 2019 | Saitama   | Nhật Bản  | Saitama Super Arena         | 16.000           |
| Tổng cộng           | Tổng cộng | Tổng cộng | Tổng cộng                   | 81.000           |

## Buổi hòa nhạc độc lập

### Iz*One "Color*Iz" Show-Con
Ngày 28 tháng 10 năm 2018, Iz*One tổ chức buổi hòa nhạc đầu tiên "Iz*One 'Color*Iz' Show-Con" song song với việc phát hành mini-album đầu tay Color*Iz tại Hội trường Olympic ở Seoul, Hàn Quốc. Vé buổi hòa nhạc bán hết trong vòng một phút kể từ khi mở bán.

#### Danh sách bài hát
1. "We Together"
2. "You Are in Love, Right?"
3. "Memory"
4. "O' My!"
5. "1000%"
6. "Rumor"
7. "La Vie en Rose"
8. "Nekkoya (Pick Me)"

### Iz*One Japan Debut Showcase
Ngày 20 tháng 1 năm 2019, Iz*One tổ chức buổi hòa nhạc mang tên "Iz*One Japan Debut Showcase" tại Tokyo Dome City Hall để quảng bá cho nhóm tại Nhật Bản cũng như đĩa đơn tiếng Nhật đầu tay "Suki to Iwasetai".

#### Danh sách bài hát
1. "La Vie en Rose"
2. "We Together"
3. "Suki ni Nacchau Darō?"
4. "Neko ni Naritai"
5. "I Am"
6. "Gokigen Sayonara"
7. "See You Again"
8. "Dance wo Omoidasu Made"
9. "Yume wo Miteiru Aida" (phiên bản tiếng Nhật)
10. "Suki to Iwasetai"
11. "O' My!"
12. "Nekkoya (Pick Me)" (phiên bản tiếng Nhật)

## Buổi hòa nhạc trực tuyến

### Iz*One Online Concert "Oneiric Theater"
Tháng 8 năm 2020, Iz*One thông báo về buổi hòa nhạc sắp được tổ chức mang tên "Oneiric Theater" được tổ chức trực tuyến trong tình hình đại dịch COVID-19. Buổi hòa nhạc được phát sóng trực tuyến vào ngày 13 tháng 9 năm 2020.

#### Danh sách bài hát
1. "Welcome"
2. "Secret Story of the Swan"
3. "Merry-Go-Round"
4. "Rococo"
5. "O' My!"
6. "Pretty"
7. "You & I"
8. "Memory"
9. "Someday"
10. "Catallena" (Orange Caramel; biểu diễn bởi Hyewon, Chaewon và Wonyoung)
11. "Coming of Age Ceremony" (Park Ji-yoon, biểu diễn bởi Minju, Nako, Hitomi và Yuri)
12. "Monster" (Red Velvet - Irene & Seulgi; biểu diễn bởi Eunbi và Sakura)
13. "Gangsta (Kehlani; biểu diễn bởi Yena, Chaeyeon và Yujin)
14. "La Vie en Rose"
15. "Violeta"
16. "Fiesta"
17. "Up"
18. "Airplane"
19. "Spaceship"
20. "Destiny"
21. "Yume wo Miteiru Aida"
22. "With*One"

### Iz*One Online Concert "One, the Story"
Ngày 11 tháng 2 năm 2021, Iz*One thông báo về buổi hòa nhạc trực tuyến thứ hai và cuối cùng "One, the Story". Buổi hòa nhạc được phát sóng trực tuyến trong hai ngày 13 và 14 tháng 3, trước khi nhóm chính thức tan rã vào tháng 4 năm 2021.

#### Danh sách bài hát
| Ngày 1 1. "La Vie en Rose" 2. "Mise-en-Scène" 3. "Colors" 4. "O' My!" 5. "Really Like You" 6. "Hey. Bae. Like it." 7. "Highlight" 8. "Violeta" 9. "Señorita" (Camila Cabello và Shawn Mendes; Biểu diễn bởi Eunbi) 10. "All Hands on Deck (Tinashe; biểu diễn bởi Hitomi) 11. "Señorita" (Camila Cabello và Shawn Mendes; biểu diễn bởi Eunbi và Hitomi) 12. "Full Moon" (Sunmi; biểu diễn bởi Sakura, Chaeyeon và Minju) 13. "Adrenaline" (Girls' Generation-TTS; biểu diễn bởi Chaewon, Yuri và Yujin) 14. "Sunny" (Boney M; biểu diễn bởi Hyewon, Yena, Nako và Wonyoung) 15. "Roly-Poly" (T-ara; biểu diễn bởi Hyewon, Yena, Nako và Wonyoung) 16. "Open Your Eyes" 17. "Up" 18. "Airplane" 19. "Spaceship" 20. "Fiesta" 21. "Rococo" 22. "Merry-Go-Round" 23. "Secret Story of the Swan" 24. "Panorama" 25. "Sequence" 26. "With*One" 27. "Lesson" 28. "Slow Journey" | Ngày 2 1. "La Vie en Rose" 2. "Mise-en-Scène" 3. "Colors" 4. "O' My!" 5. "Really Like You" 6. "Hey. Bae. Like it." 7. "Highlight" 8. "Violeta" 9. "Someday" (biểu diễn bởi Yena, Chaewon và Yuri) 10. "Daydream" (biểu diễn bởi Eunbi, Chaeyeon, Minju và Yujin) 11. "Pink Blusher" (biểu diễn bởi Sakura, Hyewon, Nako, Hitomi và Wonyoung) 12. "Dreamlike" 13. "Island" 14. "Pretty" 15. "O Sole Mio" 16. "Fiesta" 17. "Rococo" 18. "Merry-Go-Round" 19. "Secret Story of the Swan" 20. "Panorama" 21. "Sequence" 22. "With*One" 23. "Parallel Universe" 24. "Slow Journey" |